# L'Héritage de saint Leibowitz
L'Héritage de saint Leibowitz (titre original : Saint Leibowitz and the Wild Horse Woman) est un roman de science-fiction écrit d'abord par l'auteur américain Walter M. Miller en 1996 puis achevé par l'auteur américain Terry Bisson,. Ce roman, généralement considéré comme la suite d'Un cantique pour Leibowitz  se situe en fait chronologiquement entre les deuxième et troisième parties : après Fiat lux et avant Fiat voluntas tua.

## Œuvre
Walter Michael Miller et Terry Bisson (trad. Jean-Daniel Brèque, ill. Sandrine Gestin, 2 tomes), L'héritage de saint Leibowitz [« Saint Leibowitz and the wild horse woman »], Denoël, coll. « Présence du futur », 1998 (1re éd. 1997) (ISBN 978-2207246160 et 978-2207247952)